# Aldo Turinetto
Aldo Turinetto (Albenga, 18 marzo 1919 – Niksic, 5 maggio 1942) è stato un militare italiano, decorato di medaglia d'oro al valor militare alla memoria nel corso della seconda guerra mondiale.

## Biografia

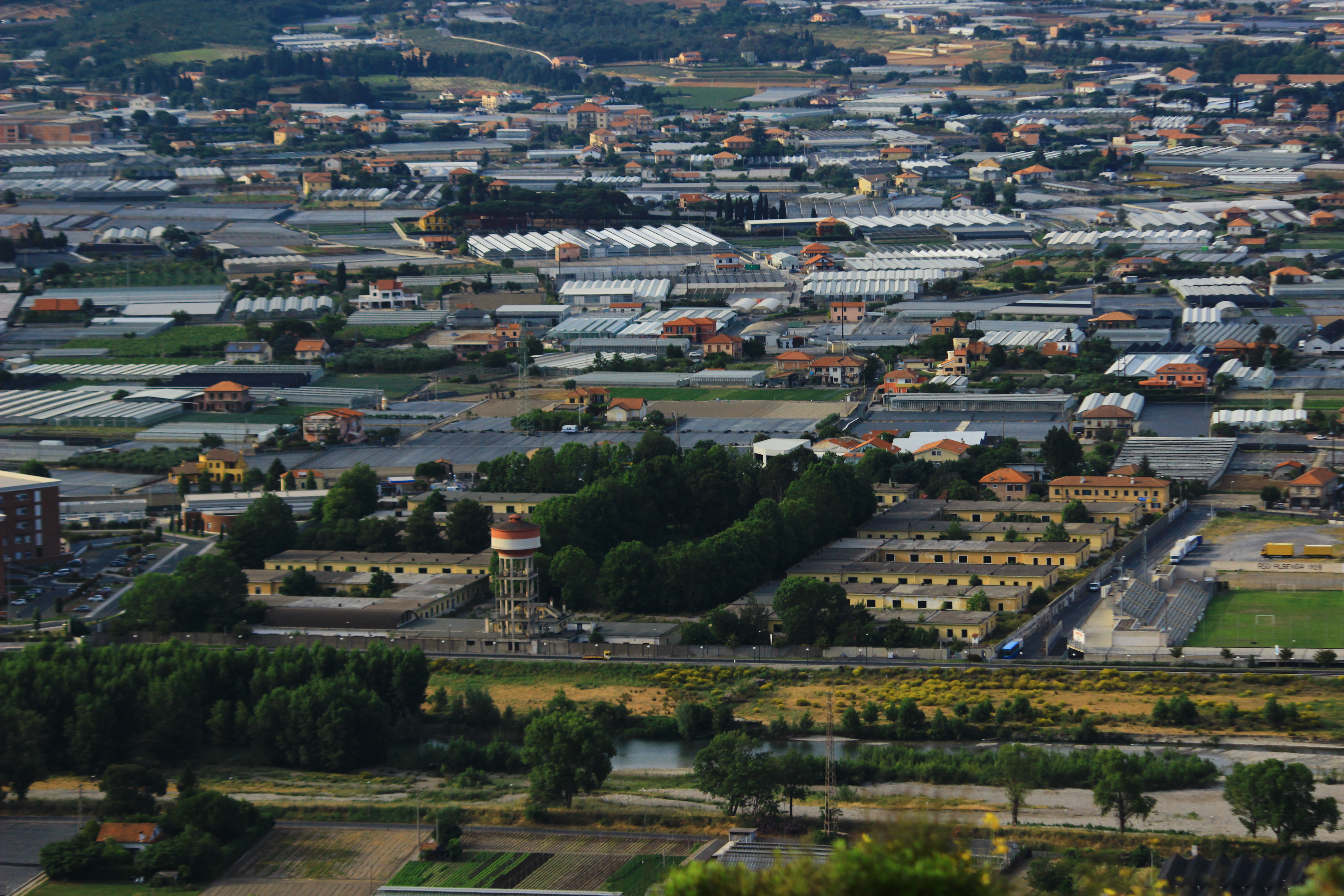
La Caserma "Aldo Turinetto" di Albenga.

Nacque ad Albenga il 18 marzo 1919, figlio del cavaliere Paolo (1882-1969) e della signora Angiolina Maglio (1890-1943). Nel 1935, all'età di 16 anni, entra al Collegio Militare di Milano dove rimane fino al marzo 1938 quando è ammesso a frequentare la Regia Accademia Militare di Fanteria e Cavalleria di Modena,  Corso Carattere. Lasciò l'Accademia nell'agosto del 1940 quando fu promosso sottotenente assegnato all'arma di fanteria, destinato a prestare servizio presso il 3º Reggimento alpini mobilitato, che si trovava in zona di guerra. Nel novembre dello stesso anno frequenta il Corso di Applicazione presso la Scuola di Parma e quindi ancora il Corso Rocciatori ad Aosta. Ritornato nell’aprile 1941 al reggimento, passò col suo battaglione alpini "Val Chisone" a far parte del 4º Gruppo alpini "Valle" di nuova costituzione. Viene quindi assegnato alla 230ª Compagnia che partì per il Montenegro il 14 dicembre del 1941, sotto il comando del generale Alessandro Pirzio Biroli; solo 4 giorni dopo ebbe il battesimo del fuoco. Comandante del plotone esploratori perse la vita durante un attacco contro una postazione nemica il 5 maggio 1942 a soli 23 anni. Si trovava a quota 852 m sul monte Uzdomir nella città montenegrina di Nikšić; arrivò per primo in vetta e a detta dei suoi commilitoni il suo sacrificio è stato significativo non solo per la conquista del punto strategico ma anche per aver salvato parte del battaglione, che in fase di attacco si era trovato in una situazione critica. Questo gli valse la concessione della medaglia d'oro al valor militare alla memoria.
Gli ultimi parenti conosciuti vivono nella cittadina piemontese di Cumiana, città di origine della famiglia. Alla figura di Aldo Turinetto sono state intitolate vie sia a Cumiana (TO) che a Cesano (Roma). A Cumiana si organizza ogni anno un concorso di modellismo militare intitolato ad Aldo Turinetto.
Nel 1957 l'Esercito Italiano gli dedicò ad Albenga una caserma usata principalmente come CAR (Centro Addestramento Reclute). La caserma venne chiusa alla fine del 2004 e smilitarizzata.

### Annotazioni
1. ↑  Di professione ragioniere. La coppia ebbe anche un altro figlio Claudio (1922-2013).

### Fonti
1. ↑  Gruppo Medaglie d'Oro al Valore Militare 1965, p. 17.
2. 1 2 3 4 5  Combattenti Liberazione.
3. 1 2 3 4 5 6 7  Comune di Cumiana.
4. ↑  Bianchi, Cattaleo 2011, p. 332.
5. 1 2  Bianchi, Cattaleo 2011, p. 333.
6. ↑  quirinale.it
7. ↑  Registrato alla Corte dei conti il 1 luglio 1949, Esercito registro 19, foglio 112.